# ブエンザ県
ブエンザ県（ブエンザけん、Bouenza Department）は、コンゴ共和国の県。県都はマディング。人口は約36万人（2023年）。

## 地理
国土の南部に位置し、北をレクム県、東をプール県、南をコンゴ民主共和国、西をニアリ県と接する。

## 下位行政区画
ブエンザ県はンカイ市とボコ＝ソンゴ、カイ、キングウェ、ロディマ、マディング、ムボンボ、ムフォアティ、ムヨンジ、ンカイ、ヤンバの10郡からなる。

## 産業
ブエンザ県の産業としては、ロテテのセメント工場やンカイのサトウキビのプランテーションがあり、また県内で銅、鉛、亜鉛が採掘される。ミンドゥリにあるマココロ・ダムでは水力発電が行われている。また、バナナ、アブラヤシ、落花生、タバコ、豆の栽培が行われている。